# イースト (番組制作会社)
株式会社イースト（英: EAST INC.）は、テレビ番組、配信コンテンツの企画制作や人材派遣を行う日本の企業。イースト・グループ・ホールディングスの連結子会社。
本項では、初代イースト（現・イースト・グループ・ホールディングス）から2010年に「イースト・エンタテインメント 」として分社化され、2024年に社名変更した2代目イースト、および初代法人と2代目法人両方が手掛けたの番組制作事業について解説する。

## 概要
旧来は、1973年5月10日に設立された『株式会社イースト』として番組の企画制作が主たる業務であったが、2010年9月に持株会社『株式会社イースト・グループ・ホールディングス』を設立して制作部門は当社「イースト・エンタテインメント (当時)」へ集約された。
2018年1月には、デジタルコンテンツや一部テレビ番組制作を「イースト・ファクトリー」に移管している。
2021年5月に、イースト・エンタテインメントが関連会社の株式会社ウエストを吸収合併し『株式会社E＆W』となる。
2024年7月1日にイーストグループ内企業再編に伴い、社名を「イースト」・社名ロゴを「E&W」から「EAST」へと改めた。

## 沿革
- 2010年（平成22年）7月6日 -

## 会社概要

### 所在地
- 〒107-0061 東京都港区北青山二丁目9-5

### 役員
2024年7月現在
- 代表取締役社長：佐久間大介
- 取締役：角井英之（前:株式会社E&W【旧社】代表取締役社長）、松本彩夏（前:株式会社イースト・ファクトリー【旧社】）、鈴木康祝（前:株式会社イースト・ファクトリー【旧社】）、田中智則
- 執行役員：杉江亜紗（前:株式会社E&W【旧社】取締役）、菊池計理、山森正志
- 監査役：刑部雅人

### 元役員
- 代表取締役会長：富永正人、市村勉
- 取締役：川上純司
- 執行役員：伊藤才聞

## 所属スタッフ

### 演出 兼 チーフプロデューサー
- 波多野健 (前 執行役員)

### チーフプロデューサー
- 角井英之 (前 代表取締役)
- 高橋京子
- 瀬崎一世

### 演出 兼 プロデューサー
- 善本真也 (番組によってはスーパーバイザー)
- 次廣靖
- 上西浩之
- 安井健
- 坂田政度
- 河合希絵
- 山森正志
- 斉田泰伸
- 三代川祐介
- 山下哲

### プロデューサー
- 吉田宏 (以前は演出)
- 成田肇
- 菊池計理 (以前は演出)
- 手塚公一 (以前は演出)
- 斉藤嘉久 (以前はディレクター)
- 宇賀神裕子 (以前は演出)
- 松本彩夏 (以前は演出)
- 鈴木佐江子
- 梅原萌

### 演出ディレクター
- 酒井和宏
- 長野友弘
- 加藤よしつぐ
- 福永忠史
- 河田光
- 高瀬嗣礼
- 世良田佳男
- 伊東大吾
- 小林俊博
- 田中大輝
- 鈴木最大
- 井村秀樹
- 小林俊博
- 立川英弘
- 宗片浩寿
- 山本雅泰
- 藤村和憲
- 末永みはる
- 牧良昭
- 田川博之
- 高橋恵理香
- 相川侑輝
- 高橋愛子
- 岡崎遼
- 渡邊將行
- 林裕之
- 谷悠里
- 萩千紘
- 和田遥
- 岡 亨
- 宮木日和

## 主な制作実績
前身である旧・『イースト・エンタテインメント』→『E&W』と『イースト・ファクトリー』から。

凡例
太字：現在放映されている番組、これから放映する予定の番組またはWEBコンテンツの場合は現在アーカイブ公開されている番組、これから配信する予定の番組。
合併前
EW：E&W
EF：イースト・ファクトリー